# Джефри Лорънс
Джефри Лорънс (на английски: Geoffrey Lawrence, 3rd Baron Trevethin and 1st Baron Oaksey) е британски офицер (полковник, юрист).
Главен съдия от Великобритания на Нюрнбергския процес, воден срещу виновниците за Втората световна война.